# Papa Pau IV
Pau IV (Carpiglia Irpina, 28 de juny de 1476 – † Roma, 18 d'agost de 1559) va ser Papa de l'Església Catòlica Romana des de 1555 al 1559.

## Inicis
Gian Pietro Caraffa, nascut en una poderosa família de Nàpols, cosa que li va permetre iniciar-se en la seva carrera eclesiàstica. El 1504 succeí el seu conco com a bisbe de Teate per posteriorment ser nomenat arquebisbe de Bríndisi el 1518, destacant en aquests càrrecs l'actuació com a ambaixador del papa Lleó X a les corts d'Espanya i Anglaterra
El 1524 el papa Climent VII l'autoritzà a renunciar als seus privilegis i beneficis eclesiàstics per a ingressar a "l'Oratori de l'Amor Diví" de Roma, on coneixerà Gaietà de Thiene amb qui fundarà l'Orde de Clergues Regulars, popularment coneguda com l'Orde dels Teatins.
El 1527, Roma fou saquejada per les tropes de l'exèrcit de Carles V amb la consegüent destrucció de l'edifici de l'orde, el que va fer traslladar-la a Venècia, Caraffa però va ésser retingut a Roma pel papa Pau III qui li encomanà la tasca de participar en una comissió de nou membres creada per a la reforma de la cort papal i que publicaria el "Consilium de emendanda Ecclesia" (Dictamen sobre la reforma de l'església)
El 1536 és nomenat cardenal de Sant Pancraci i arquebisbe de Nàpols, se li encomana la reorganització de la inquisició italiana per la qual cosa crea la Congregació del Sant Ofici. El 1542 és nomenat inquisidor General fins a la seva elecció com a papa.
Amb la mort de Marcel II, Caraffa és elegit com a nou papa contra tot pronòstic, com Caraffa era ja molt vell, al principi renegà del càrrec, però atès que el rei d'Espanya estava en contra seva, Caraffa va acceptar el càrrec mogut pel seu odi envers els espanyols (El Regne de Nàpols formava part d'Espanya en aquella època). Seria l'autor de la dita cínica Mundus vult decipi (al món li agrada ser enganyat).

## Papat
El nou papa no va continuar amb l'anomenat Concili de Trento, ja que es creia per damunt de tothom i no necessitava ningú ni cap llei per poder manar sobre els altres (reis inclosos), a més, ell mateix havia reformat la inquisició que estava sota el seu càrrec per tal d'evitar qualsevol deslleialtat.

### La inquisició
Pau IV no només utilitzà la inquisició contra l'heretgia o el sacrilegi, qualsevol persona que semblés contradir les seves paraules era perseguit sense importància de títols. Així, el cardenal Giovanni Morone, qui tendria l'honor d'oficiar la clausura del concili tridentí anys després, fou empresonat per estar en desacord amb l'ús del terror amb finalitats religioses.
El cardenal Reginald Pole també fou objectiu seu, havia estat el seu adversari en la lluita pel poder papal i a més havia aconseguit que Anglaterra retornés a la comunió catòlica-romana sota el regnat de Maria I Tudor però sense retornar els anteriors béns de l'església al papa, fou cridat a Roma per comparèixer davant la inquisició però la reina d'Anglaterra ho impedí, ja que sabia quin seria el seu final.
Altres blancs seus varen ésser el patriarca d'Aquilea, l'arquebisbe de Toledo, Bartolomé de Carranza, d'altres però, aconseguiren escapar d'ell com Juan d'Àvila o Santa Teresa de Jesús, ambdós reconeguts com a sants posteriorment.
Els jueus tampoc escaparen del papa i amb la publicació a Roma del Cum nimis absurdum el 18 de juliol de 1555 foren desposseïts de les seves propietats i tractats com a esclaus, obligant-los a dur un capell groc pels homes i vels per a les dones, tracte que segons Pau IV mereixien per haver intervingut en la mort de Jesús.
Finalment com a projecte final publicà el 1559 el primer Index Librorum Prohibitorum(Índex dels llibres prohibits).

### Relació amb Espanya
Com s'ha comentat, Pau IV era d'origen napolità i havia experimentat el domini espanyol sobre la seva pàtria. Pot ser que d'aquí vingués el seu odi contra Espanya, també abans d'ésser papa romangué un període per Espanya com a nunci del papa Lleó X. Pau IV sempre intentà accions contra Espanya i com que no tenia un gran poder militar per poder lluitar sol contra Espanya (Espanya en aquell temps era una potència europea), va convèncer França per trencar el tractat de Vaucelles i atacar les possessions d'Itàlia espanyoles el 1556, aprofitant que l'emperador Carles havia abdicat a favor del seu fill Felip II
El rei francès Enric II de França dirigí les seves tropes contra les possessions espanyoles del sud d'Itàlia amb ajuda del papa, ja que s'hi uniren forces papals comandades per Francesc de Guisa, el Duc de Guisa. Però el Virrei de Nàpols, Fernando Álvarez de Toledo, Duc d'Alba assabentat d'aquestes maniobres militars conduí el seu exèrcit a Roma. Vencé totes les places fortes dels francesos ocupant part del territori dels Estats Pontificis sempre recordant però que els retendria només fins que el papa fos deposat i substituït.
El 1557 el Virrei obtengué una victòria cabdal a Civitella del Tronto on l'exèrcit franc-papal quedà seriosament desgastat i quasi vençut. La seva minvada força desaparegué finalment quan el 27 d'agost del mateix any les tropes de Felip II infligiren a les franceses una gran victòria a la batalla de Sant Quintí i el duc de Guisa fou cridat precipitadament a la defensa de la seva pròpia pàtria. El duc d'Alba entrà a Roma sense cap oposició i allà trobà un papa destruït i suplicant la pau que li fou concedida. A canvi Pau IV es va comprometre a no fomentar ni fer la guerra al monarca espanyol i a no realitzar noves fortificacions en les places de la sobirania eclesiàstica.
Després d'aquesta lliçó, Pau IV s'apartà dels assumptes polítics i desistí de continuar anteriors accions bèl·liques, a més el 3 d'abril de 1559 es firmava la Pau de Cateau-Cambrésis entre Felip II i Enric II, donant així per finalitzades les guerres italianes. Això no obstant, tant el retirat Carles II com el seu fill Felip II van ésser excomunicats per Pau IV.

### Mort
Uns mesos després el 18 d'agost moria Pau IV sent un papa molt poc estimat pels romans que li construïren una estàtua en el seu honor en un lloc recòndit de la ciutat i després aquesta fou mutilada i destruïda, incendiaren el Palau de la Inquisició, saquejaren el convent dels dominics i posaren en llibertat els reus inquisitorials.
Les profecies de Sant Malaquies es refereixen a aquest papa com De fide Petri (De la fe de Pere), cita que fa referència al seu nom i al seu cognom, Carafa, que significa fe.